# ارچرد گرس هیل (کنتاکی)
ارچرد گرس هیل (به انگلیسی: Orchard Grass Hills) شهری در ایالت کنتاکی کشور ایالات متحده آمریکا است که جمعیت آن در سرشماری سال ۲۰۱۰ میلادی، ۱٬۵۹۵ نفر بوده‌است.